# Selva de los Chimalapas
La Selva de los Chimalapas en lengua zoque, Chimalapa quiere decir jícara de oro: Chima jícara y lapa oro. Esta selva se encuentra en lo que se conoce como la Sierra Atravesada en los estados mexicanos de Oaxaca, Tabasco y Chiapas.
Está considerada como uno de los pocos lugares en los que aún se conservan importantes ecosistemas. Abarca 595.000 hectáreas en las que conviven poblaciones vegetales de selva alta, media, baja, bosque de montaña y bosques de maderas preciosas. Hasta hoy se estima que viven en Los Chimalapas 150 especies de mamíferos, 350 de aves, más de 60 de reptiles, 50 de anfibios 16 de libélulas y cerca de 500 de mariposa.
En la región de los  Chimalapas conviven la etnia zoque considerada como la originaria con zapotecos mixtecos, tzeltales, tzotziles, mestizos michoacanos, chiapanecos y veracruzanos, todos estos se dedican a la agricultura,la ganadería, la extracción de madera y la caza, todo ello para consumo familiar.
Los conflictos más importantes en esta región han sido por la tenencia de la tierra y por límites interestatales.
A pesar de todos los problemas, también hay avances importantes en la lucha por la conservación de la zona.
Sus Características son: clima cálido húmedo y semicálido húmedo con abundantes lluvias en verano, cálido subhúmedo y semicálido subhúmedo con lluvias en verano, templado con lluvias casi todo el año. Temperatura media anual 18-26 oC. Precipitación total anual 1000-2500 mm.
Extensión: 1 705.39 km²
Longitud 94°15'00 - 93°42'36 W 
lóticos: ríos Cintalapa, Encajonado, la Venta, Negro, los Pericos, ríos subterráneos
Actividad económica principal: forestal y ganadera

## Conflicto de los Chimalapas
Durante el 2011 se detonó el problema en los Chimalapas entre Oaxaca y Chiapas por los límites de territorios, este es un asunto que ha prevalecido por más de 45 años en la disputa de las selvas Chimalapas. Estos han sido enfrentamientos entre zoques chimalapas oaxaqueños y colonos chiapanecos asentados en la frontera Oaxaca-Chiapas. Se necesita mucha participación de los gobiernos estatales y el federal para poder dar una solución ya que los pueblos de Oaxaca y Chiapas están entremetidos por ejemplo el de Benito Juárez (Oaxaca) y Díaz Ordaz (Chiapas) todo esto con el fin de evitar un conflicto bélico.
Los indígenas zoques que habitan el Chimalapas de hoy, para ratificar su propiedad sobre esas selvas pagaron a la corona española 25 mil pesos oro, mismos que Domingo Pintado entregó en una amplia jícara de morro. Así lo cuenta la leyenda y la historia que sucedió en el remoto año de 1685 cuando dicho personaje compró 360 leguas cuadradas para la gente de Santa María Chimalapa, Oaxaca.
Chimalapas comenzó a existir con ese nombre después de la conquista española a la manera de las viejas fundacionales genealogías de tantos lugares cuya toponimia se estableció al nombrarlos por primera vez.
Esos testimonios fundamentan la propiedad ancestral de los dos municipios oaxaqueños ubicados en esa microrregión del Istmo de Tehuantepec: Santa María y San Miguel Chimalapas. Ambos municipios poseen títulos de esas tierras desde el 24 de marzo de 1687, del 15 de marzo de 1850 y el 17 de septiembre de 1883.
La propiedad de los pueblos zoques oaxaqueños sobre ese territorio les fue ratificada con una resolución presidencial en 1967, con base en sus títulos primordiales. Por esa antigüedad ambas poblaciones exigieron y lograron la categoría de municipio. Además, el convenio 169 de la OIT, suscrito por México, reconoce como válidos documentos coloniales.
Quienes han estudiado el tema del conflicto en esta zona limítrofe de Oaxaca y Chiapas tienen claridad al sostener que se trata de un “conflicto artificial” pues todos los antecedentes, documentos y resoluciones presidenciales confirman la pertenencia de Chimalapas a Oaxaca. Y un dato determinante es el de Miguel Ángel García Aguirre, quien fuera Coordinador de Maderas del Pueblo, organización ecologista.